# La Pipe du communard
Pour plus de détails, voir Fiche technique et Distribution.
La Pipe du communard (en russe : Трубка коммунара, Komunaris chibukhi) est un film soviétique réalisé par Constantin Mardjanov (de son vrai nom Koté Mardjanichvili) en 1929, d'après une nouvelle de l'écrivain russe Ilya Ehrenbourg (1891-1967).

## Synopsis
Un père appauvri s'engage corps et âme pour la Commune de Paris. Cet homme garde toujours avec lui sa pipe. 
Un jour, son jeune fils lui demande de l'amener avec lui et ils vont ensemble aux barricades. C'est alors que l'attaque des Versaillais se produit. Le père est tué et l'enfant est emmené à Versailles avec les prisonniers. Il est alors humilié par des dames de la bourgeoisie qui le traitent comme un petit sauvage et il est abattu par l'une d'entre elles.

## Distribution
- Ushangi Tchkhéidzé : Louis Rou
- Veriko Anjaparidze : tante Louise

## Fiche technique
- Chef opérateur : Sergei Zabozlayev
- Société de production : Sakhkinmretsvi
- Format : film en noir et blanc
- Film muet
- Genre : Film dramatique
- Date de sortie : 
  - Union des républiques socialistes soviétiques : 30 juin 1929

## Anecdote
La générique indique que le film est inspiré du livre de Karl Marx La Guerre civile en France.